# Drogenapstoren
De Drogenapstoren, oorspronkelijk de Saltpoort (zoutpoort) genaamd, is gebouwd in 1444-1446 als stadspoort van Zutphen. Hij heeft maar kort als stadspoort dienstgedaan want hij werd in 1465 dichtgemetseld. Nadat de stadsmuzikant Tonis Drogenap het gebouw halverwege de 16e eeuw was gaan bewonen, kreeg het poortgebouw de naam Drogenapstoren.

## Toren
Van 1888 tot 1927 was de toren in gebruik als watertoren. Er werd een watertank van 180 m³ in de bestaande toren gebouwd. Na 1927 besloot het bestuur van Zutphen tot de bouw van een nieuwe watertoren ter vervanging van het reservoir in de Drogenapstoren. In de Tweede Wereldoorlog werd de Drogenapstoren gedeeltelijk opgeblazen, waarbij de Duitsers zonder dat ze het wisten tegelijkertijd een deel van de wapenvoorraad van het verzet vernietigden.
In de jaren zestig heeft de toren een nieuwe spits gekregen die in originele stijl werd gebouwd. Uit kostenoverweging werden echter de karakteristieke dakkapelletjes, die de spits hiervoor sierden, achterwege gelaten. In 1983 is de Drogenapstoren geschikt gemaakt als woonhuis.

## Naamgever

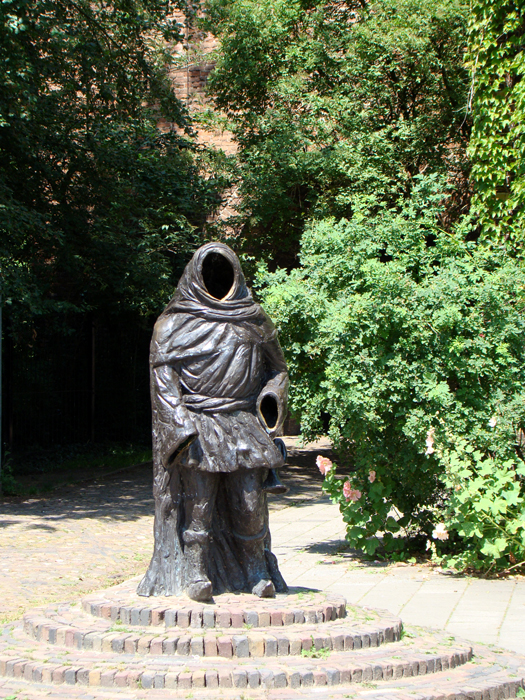
Beeld Thonis Drogenap

De huidige naam is ontleend aan de stadsmuzikant en trompetter Tonis Drogenap, die rond 1555 in de toren woonde. Drogenap was zijn bijnaam; waarschijnlijk werd hij zo genoemd omdat hij nogal veel dronk. Een nap is een soort drinkbeker. Een andere theorie is dat hij zo werd genoemd omdat hij heel arm was.
In 1999 werd besloten bij de toren een standbeeld van Drogenap op te richten. Kunstenaar Oscar Rambonnet koos ervoor om niet de figuur zelf, maar alleen diens kleding in brons weer te geven. Omdat de sculptuur hol is en aan de achterzijde open, kan nu iedereen - letterlijk - in de huid van Drogenap kruipen. De voor Drogenap kenmerkende trompet maakt deel uit van het beeld.

In 2024 werd de wapensteen van de Nieuwstadsbinnenpoort, boven de poortingang van de Drogenapstoren aangebracht. De wapensteen met het gebeeldhouwde wapen van de Hanzestad is in 1616 gemaakt, de toren werd in 1870 gesloopt. De steen was tot voor kort te zien in de Wijnhuistoren en is nu na restauratie te zien boven de poort van de Drogenapstoren
Aalten · 
Arnhem ·
Berg en Dal ·
Bontebrug ·
Culemborg ·
Doetinchem ·
Doorwerth ·
Ede ·
Eibergen ·
Ermelo ·
Harderwijk ·
Leur ·
Lochem · 
Nijkerk ·
Nijmegen ·
Oosterbeek ·
Radio Kootwijk ·
Tiel 
(Oude ·
Nieuwe) ·
Ulft ·
Wageningen
(Generaal Foulkesweg · Belvedère) ·
Winterswijk ·
Wolfheze ·
Zaltbommel
(Oude · Nieuwe) ·
Zutphen
(Drogenapstoren · Warnsveldseweg) ·